# 苅野村
苅野村（かりのむら）は、昭和31年（1956年）まで福島県双葉郡に存在していた村。現在の双葉郡浪江町中北部にあたる。

## 地理
- 河川：請戸川

## 沿革
- 明治22年（1889年）4月1日 - 町村制施行にともない、加倉村・苅宿村・酒田村・立野村・西台村・藤橋村・室原村の計7か村が合併して新制の標葉郡苅野村が発足。
- 明治29年（1896年）4月1日 - 標葉郡と楢葉郡が合併して双葉郡が発足。双葉郡苅野村となる。
- 昭和31年（1956年）5月1日 - 浪江町・大堀村・津島村と合併し、新制の浪江町となる。

## 行政
- 歴代村長

| 代 | 氏名         | 就任                      | 退任                       | 備考 |
| -- | ------------ | ------------------------- | -------------------------- | ---- |
| 1  | 佐藤信一     | 明治22年（1889年）7月10日 | 明治34年（1901年）7月4日   |      |
| 2  | 猪狩忠朋     | 明治34年（1901年）7月5日  | 大正2年（1913年）7月5日    |      |
| 3  | 佐藤信一     | 大正2年（1913年）7月6日   | 大正8年（1919年）12月14日  | 再任 |
| 4  | 上野菊松     | 大正9年（1920年）3月4日   | 昭和3年（1928年）3月3日    |      |
| 5  | 岸博長       | 昭和3年（1928年）3月28日  | 昭和7年（1932年）3月27日   |      |
| 6  | 上野菊松     | 昭和7年（1932年）4月14日  | 昭和11年（1936年）4月13日  | 再任 |
| 7  | 熊上八郎     | 昭和11年（1936年）4月14日 | 昭和14年（1939年）5月24日  |      |
| 8  | 上野菊松     | 昭和14年（1939年）7月20日 | 昭和15年（1940年）2月20日  | 三任 |
| 9  | 佐々木滋治郎 | 昭和16年（1941年）2月20日 | 昭和20年（1945年）2月24日  |      |
| 10 | 西貞蔵       | 昭和20年（1945年）4月11日 | 昭和21年（1946年）2月20日  |      |
| 11 | 苅宿俊風     | 昭和22年（1947年）4月5日  | 昭和23年（1948年）12月19日 |      |
| 12 | 岡高称       | 昭和24年（1949年）2月16日 | 昭和28年（1953年）2月15日  |      |
| 13 | 吉田孝七     | 昭和28年（1953年）2月16日 | 昭和31年（1956年）4月30日  |      |

## 教育
- 苅野村立苅野小学校
- 苅野村立苅野中学校